# Санто, Акико
Акико Санто (яп. 山東 昭子 Санто: Акико, род. 11 мая 1942, Сэтагая, Япония) — японский политический деятель. Член Палаты советников Японии.

## Биография
Окончила Университет Бунка Гакуэн. Санто является внучатой племянницей Кодамы Ретаро (сентябрь 1872 — 25 октября 1921), члена Палаты представителей.
Впервые избрана в Палату советников в 1974 году после работы актрисой и репортёром. Санто была парламентским вице-министром окружающей среды (кабинет Масаёси Оохиры), а также государственным министром и генеральным директором Агентства по науке и технике (кабинет Тосики Кайфу, 1990—1991). В 2007 году она стала вице-президентом Палаты советников и председательствовала на Совместном пленарном заседании членов партии обеих палат Парламента.

## Острова Сенкаку
Санто сыграла определённую роль в продаже трёх островов Сенкаку. Она знала землевладельца (семья Курихара) уже 30 лет, и в 2011 году он сказал ей, что хочет продать его губернатору Токио Синтаро Исихаре, а не правительству и премьер-министру Ёсихико Ноде. Позже был предложен обмен земли. В конце концов государство купило землю за 25,5 миллиона долларов в 2012 году.
Как и Исихара, Санто связана с откровенно ревизионистским лобби «Ниппон Кайги», отстаивающим владение Японией этими островами, на которые также претендует Китай.